# Altopiano di Potwar

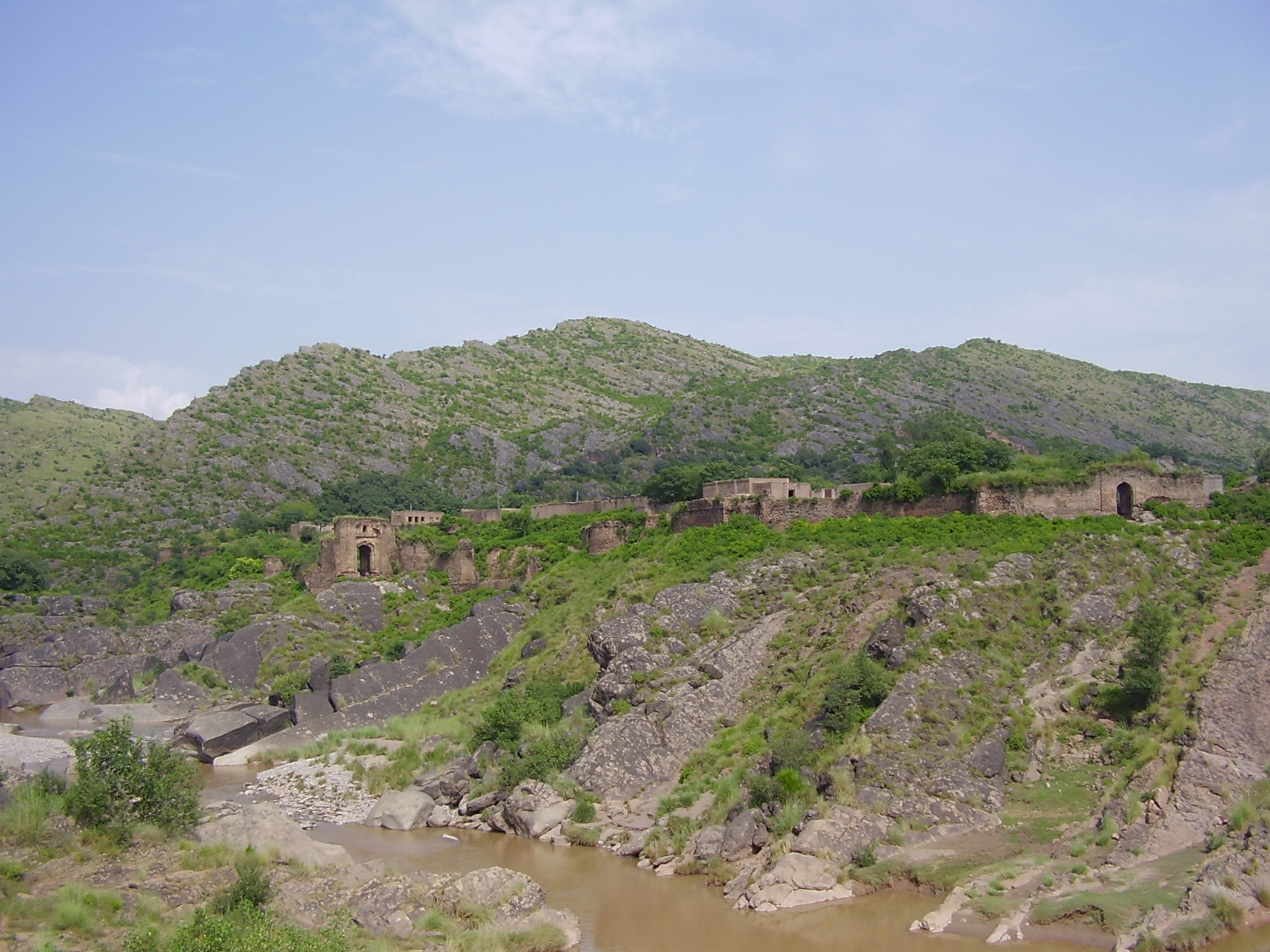
Il forte di Pharwala lungo il fiume Soān.

L'altopiano di Potwar è un tavolato del Pakistan situato nella provincia del Punjab, entro i confini dei distretti di Rāwalpindi, Attock e Jhelum. Situato tra i fiumi Indo e Jhelum e chiuso a nord dalle colline Hazāra e a sud dalla Salt Range, ha un paesaggio vario costantemente modificato dall'erosione. La sua altitudine varia tra i 300 e i 600 m in un susseguirsi di colline residue e dossi formatisi a partire da detriti glaciali nel corso dell'era glaciale. I monti Kāla Chitta attraversano verso est l'altopiano in direzione di Rāwalpindi; le valli dei fiumi Haro e Soān ne solcano la superficie dalle colline pedemontane orientali fino all'Indo. La maggior parte delle colline e dei fiumi sono delimitate da gole impervie. I torrenti, a causa del continuo rinvigorimento, sono profondamente incassati nel terreno e sono di poca utilità per l'irrigazione. L'agricoltura dipende in gran parte dalle precipitazioni, che variano in media tra i 380 e i 510 mm annui; le piogge sono più intense nel nord-ovest e diventano sempre più scarse procedendo verso l'arido sud-ovest. Nella regione si coltivano soprattutto frumento, orzo, sorgo e legumi; cipolle, meloni e tabacco crescono nelle più fertili aree in prossimità dell'Indo.
L'altopiano di Potwar è una delle aree più densamente popolate del Pakistan. Esso ospita l'antica città di Rāwalpindi e la nuova capitale del paese, Islāmābād, edificata a partire dal 1961. Sull'altopiano vi sono le maggiori aree petrolifere del Pakistan; le prime a essere scoperte furono quelle di Khaur (1915) e di Dhuliān (1935); l'area petrolifera di Tut venne scoperta nel 1968, e lo sfruttamento dell'area si protrasse per tutti gli anni '70. I campi petroliferi sono collegati tramite un oleodotto alla raffineria di Rāwalpindi.